# Gastrodia cunninghamii
Gastrodia cunninghamii là một loài thực vật có hoa trong họ Lan. Loài này được Hook.f. mô tả khoa học đầu tiên năm 1853.